# Sclayn
Sclayn is een plaats en deelgemeente van de Belgische gemeente Andenne in de provincie Namen. Sclayn ligt in een natuurgebied aan de rivier de Maas.
Bij het dorp ligt Scladina, een grot met bezoekerscentrum waar een neanderthalerkind is gevonden.
Bij wet van 10 augustus 1903 werd Bonneville afgesplitst van Sclayn.

## Demografische ontwikkeling
- Bronnen:NIS, Opm:1831 tot en met 1970=volkstellingen, 1976= inwoneraantal op 31 december

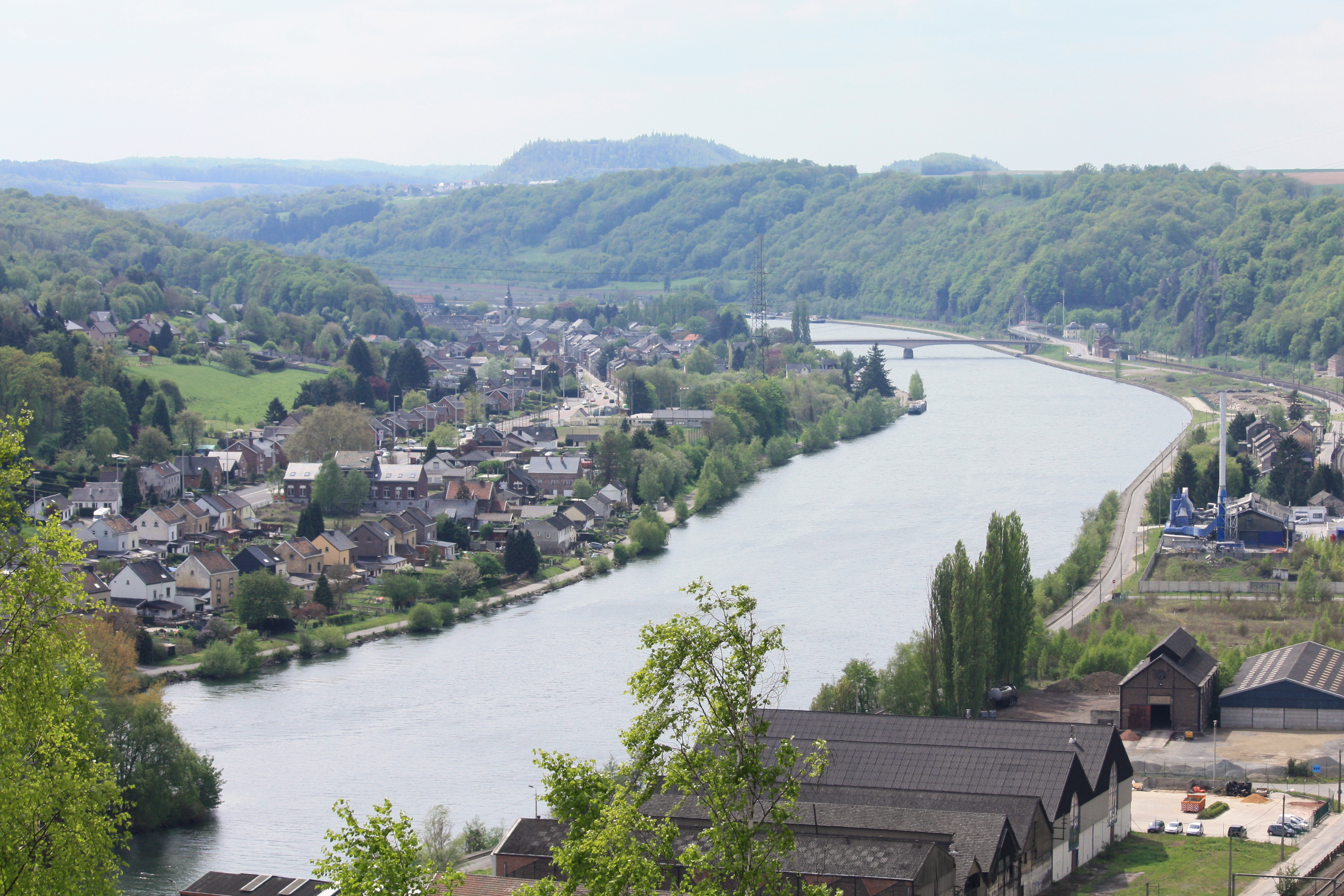
Zicht op de Maas en Sclayn

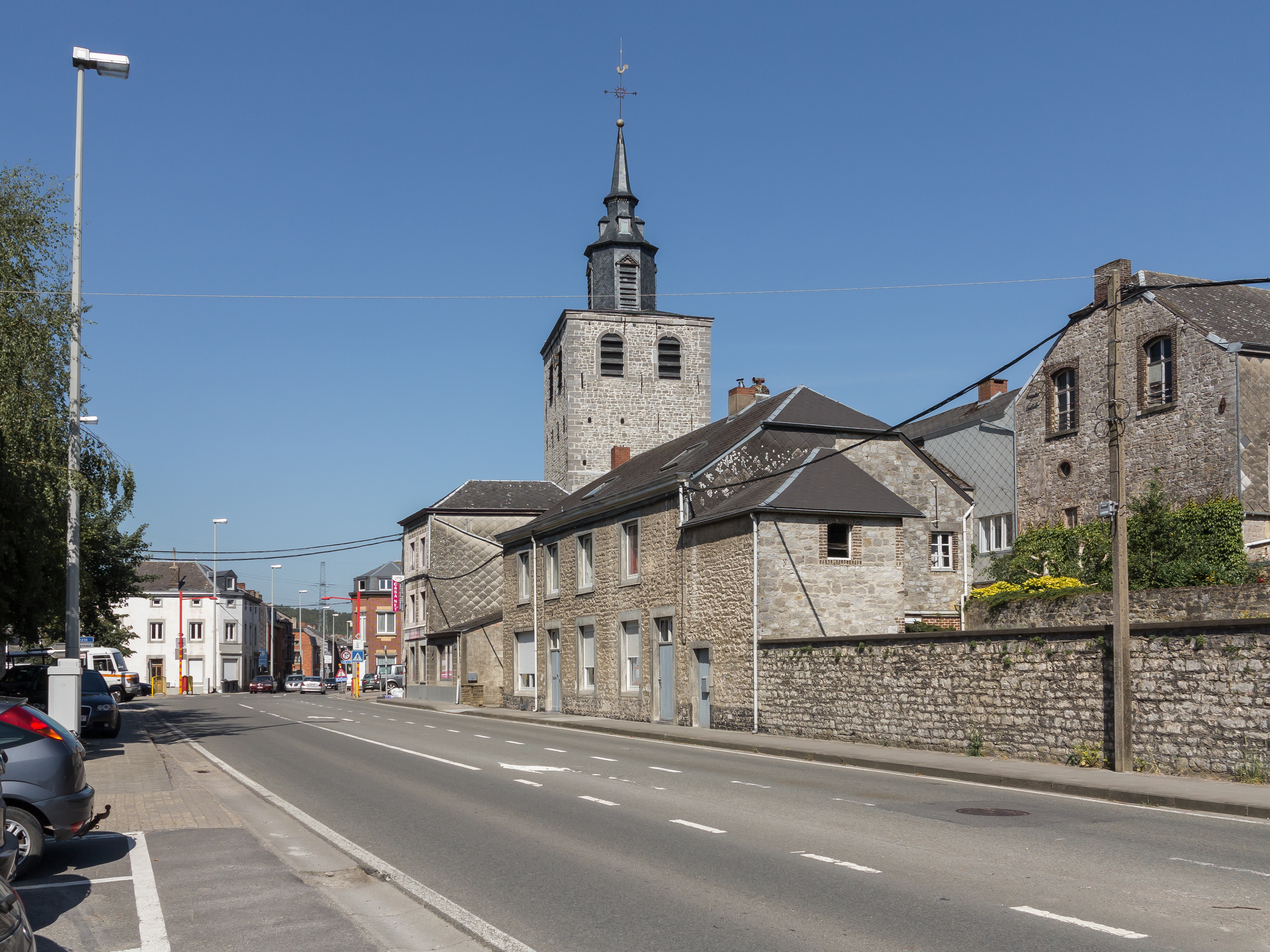
Kerk in Sclayn: l'église Saint-Maurice

- 1910: Afsplitsing van Bonneville